# Негропонт (триархия)

Негропонт на карте Южной Греции

Синьория Негропонта, также Негропонт, Негропонте (итал. Signoria di Negroponte; буквально Чёрный Мост) — средневековое государство крестоносцев, занимавшее остров Эвбея в Эгейском море,  возникшее по итогам четвёртого крестового похода. Несмотря на постоянные конфликты с соседями и небольшой размер, просуществовало 265 лет (с 1204 по 1470 годы).

## История

### Основание
Согласно разделу византийской территории, Эвбея досталась Бонифацию Монферратскому, получившему также Королевство Фессалоники, которое стало одним из формальных вассалов Латинской империи с центром в Константинополе. Остров был передан им в личный феод фламандскому рыцарю Жаку д'Авену, который фортифицировал Халкиду. 
После его гибели в 1205 году, остров достался трём ломбардским сеньорам из города Верона: Равано далле Карчери, Джиберто далле Карчери и Пекораро да Меркануово. Они разделили остров на три равные части (терцерии, по итал. «треть») или лена. Равано далле Карчери занял север со столицей в деревне Ореи (итал.: терцеро дель Рио), его брат Джиберто далле Карчери занял юг со столицей в Каристос, а Пекораро да Меркануово занял центр со столицей в городе Халкида (крупнейшем поселении острова). Халкида также получила прозвище «Ломбардского города» из-за высокой концентрации крестоносцев и венецианцев, превративших её в неприступную крепость на долгие столетия. В это же время бывшая византийская Эвбея получила и своё новое итальянское название — Негропонт(е). 
В 1209 году на фоне провалившегося восстания ломбардцев против правителя Латинской империи Генриха Фландрского, Равано уже провозгласил себя единственным правителем Эвбеи с титулом dominus insulae Nigropontis, и в марте этого года заключил альянс с Венецианской республикой. По договору признавалось верховенство этого государства, а его гражданам предоставлялись значительные торговые привилегии. Несмотря на это, в мае Равано параллельно признал свою вассальную зависимость от Латинской Империи.

### Борьба наследников
После смерти Равано в 1216 году его наследники не согласились с порядком наследования, что позволило венецианскому бальи вмешаться в качестве посредника. На месте трёх владений он создал шесть, тем самым образовав гексархию (sestieri). Северный лен Ореи был разделен между племянниками Равано Марино и Риккардо; южная терция разделилась между вдовой Карчери Изабеллой и его дочерью Бертой; центральное владение досталось наследникам Джиберто: Гульельмо и Альберто. В случае гибели владельца одного из шести ленов, его наследником становился хозяин одного из пяти участков, а не его детей. В итоге, большая часть sestieri досталась братьям, сыновьям или племянникам, тем самым сохранив герцогство в узком кругу ломбардских семей.
В 1255 году смерть Каринтаны далле Карчьери, правительницы Ореи и жены правителя Ахайи и номинального повелителя Неграпонта Гильома II Виллардуэна стала причиной войны за Эвбею. Он провозгласил себя наследником покойной супруги, в то время как ломбардские правители выступили против.14 июня 1256 года оставшиеся триархи Гульельмо Веронский и Нарзотто далле Карчьери отказались подчиняться вдовцу, и перешли в лоно Венеции. Правитель Ахайи в ответ захватил Халкиду, которую венецианцы отбили только в начале 1258 года. Война окончилась битвой при Кариди в мае/июне 1258 года, где войска Виллардуэна разгромили выступившего на стороне ломбардцев афинского герцога Ги I де ла Роша. В августе 1259 года венецианский дож Реньеро Дзено предложил мир, по соглашению 1262 года признавался сюзеренитет Гильома над островом, но не его права наследования триархии Ореи.

### Византийский период
К этому времени из появившихся после распада Византийской империи греческих государств — Никеи, Трапезунда и Эпира, только первая смогла стать доминантной силой в борьбе с латинянами и реставрации империи. После захвата Константинополя в 1261 году и восстановления Византии, её правитель Михаил VIII Палеолог решил присоединить государства крестоносцев на юге Греции. Взяв на службу полководца Икариоса (Ликарио), обладавшего собственной базой у Каристоса, ромеи после сражений 1276—1277 годов смогли отвоевать большую часть Эвбеи за исключением Халкиды. После 1280 годов эта персона исчезает из поля зрения, и к 1296 году с помощью Венеции Бонифаций Веронский полностью вытеснил византийцев из Негропонта.

### Последующие события
В 1317 году Каристос достался предводителю каталонских наёмников Альфонсо Фадрике, вице-генералу герцогства Афины и незаконнорождённому сыну Федериго II Сицилийского. В 1319 году Венеция подписала с ним мир, по которому он сохранял за собой этот город, права на который венецианцы получили только в 1365 году.
Со смертью последних триархов Никколо III далле Карчьери и Джорджо III Гизи в 1383 и 1390 году их земли перешли к республике, окончательно занявшей весь остров. Тем не менее, система триархов сохранилась уже для венецианских семей при наличии в Халкиде венецианского подеста.
Правление итальянцев продлилось до 1470 года, когда в ходе турецко-венецианской войны 1463—1479 годов 12 июля 1470 года Негропонте пал под ударами османских армий. Правитель города Халкида Паоло Эридзо укрывался в одной из башен и сдался только на обещание султана сохранить ему голову на плечах. Мехмед II выполнил обещание, приказав разрубить ему туловище.
Само название Негропонт до сих пор употребляется в туристическом секторе острова (названия гостиниц, сувениров и т. д.).

## Социальное устройство
Греческое население было отстранено от военно-политической жизни и составило сословие зависимых крестьян. Западные рыцари и их наследники вели постоянную борьбу за остров.
К началу XIII века из-за всеобщего смятения и постоянных войн, многие деревни Эвбеи обезлюдели. С целью пополнить убывающее население венецианцы позволили полукочевым валахам и арнаутам выпасать скот в горные районы острова.

## Триархи северной части Негропонта
- Равано далле Карчери (ум. 1216)
- Марино I далле Карчери (ум. 1247), племянник предыдущего
- Риццардо далле Карчери (ум. 1220), брат
- Оттон де Сикон (ум. 1264) (титулярный)
- Ги де Сикон (титулярный), сын
- Бонифаций да Верона (ум. 1317), зять Ги де Сикона.
- Томазо да Верона (ум. 1326), сын
- Альфонсо Фадрике Арагонский (ум. 1334/39), муж сестры Томазо да Верона
- Бонифацио Фадрике Арагонский, сын. В 1365 г. продал свою часть Эвбеи венецианцам.
- трое братьев, назначенные триархами Венецией 21 марта 1386 г.:
  - Микеле Джустиньяни (ум. 1402)
  - Андреа Джустиньяни (ум. до 1406)
  - Джованни Джустиньяни (ум. до 1406)
- Антонио Джустиньяни (ум. после 1438), сын Андреа
- Никколо Цорци (ум. 1436), назначен венецианцами в 1406
- Джакомо II Цорци (ум. 1447), сын
- Антонио Цорци, сын. При нём в 1470 г. Эвбея была завоёвана турками.

## Триархи центральной части Негропонта
- Джиберто да Верона (ум. 1209). Участвовал в завоевании Эвбеи в 1205 г.
- Гульельмо I (ум. после 1255) и Альберто да Верона (ум. 1255), сыновья Джиберто. Получили триархат центральной части Эвбеи в 1217 году после смерти Равано далле Карчери.
- Грапелла да Верона (ум. 1262/64), сын Альберто. Завещал владения своим двоюродным братьям – Грапоццо далле Карчери и Гаэтано да Верона.
- Гульельмо II да Верона (погиб в бою в 1275), сын Гульельмо I.
- Джиберто да Верона (ум. 1278), брат Гульельмо II.
- Грапоццо далле Карчери (ум. после 1300) и Гаэтано да Верона (ум. 1280) – внуки Гульельмо I, братья Бонифация Веронского.
- Пьетро (Перулли) далле Карчери (ум. 1340), сын Грапоццо.
- Джованни далле Карчери (ум. 1358), сын Пьетро.
- Никколо далле Карчери (убит в 1383), сын Джованни.
- Мария Санудо (ум. 1426), единоутробная сестра Никколо далле Карчери, дочь Никколо Санудо Спеццабанда.  Получила триархию в центральной части Эвбеи от Венеции в 1385 г. как часть наследства брата.
- Крузино ди Соммарипа (ум. 1462), сын Марии Санудо.
- Никколо ди Соммарипа, сын Крузино. При нём в 1470 г. Эвбея была завоёвана турками.

## Триархи южной части Негропонта
- Пекораро де’ Пекорари (ум. 1233). Получил южную часть Эвбеи от Жака д’Авена от имени фессалоникского короля Бонифация Монферратского в 1205 году, но вскоре вернулся в Италию.
- Маргарита де’ Пекорари, дочь.
- Марино I далле Карчери (ум. 1247), муж Маргариты.
- Нарцотто далле Карчери (ум. 1264), сын.
- Марино II далле Карчери (ум. 1278), сын.
- Аликс далле Карчери, сестра.
- Джорджо I Гизи, муж (погиб в битве при Кефиссо 15 марта 1311).
- Бартоломео II Гизи (ум. 1341), сын.
- Джорджо II Гизи (ум. 1358), сын.
- Бартоломео III Гизи (ум. не ранее 1383), сын.
- Джорджо III Гизи (ум. 1390), сын.
- Джанули I де Ноэ (ум. 1394), получил южную триархию Эвбеи от Венеции.
- Николя де Ноэ (ум. 1426), сын.
- Джанули II де Ноэ (ум. 1434), сын.
- Джофруа де Ноэ (ум. 1446), сын.
- Джанули III де Ноэ (ум. после 1470). При нём в 1470 году Эвбея была завоёвана турками.